# الحضارة القرطاجية

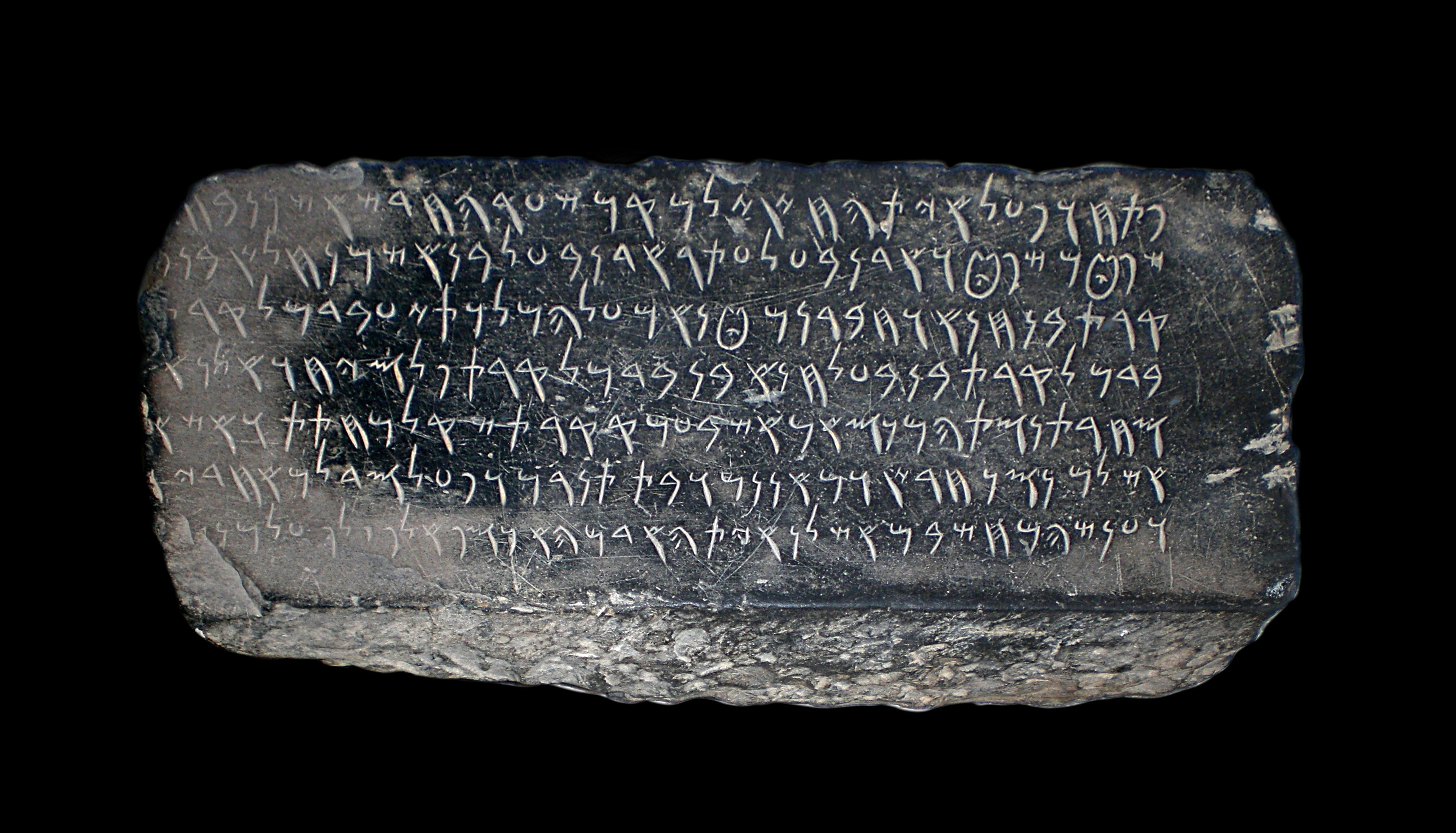
كتابة قرطاجية

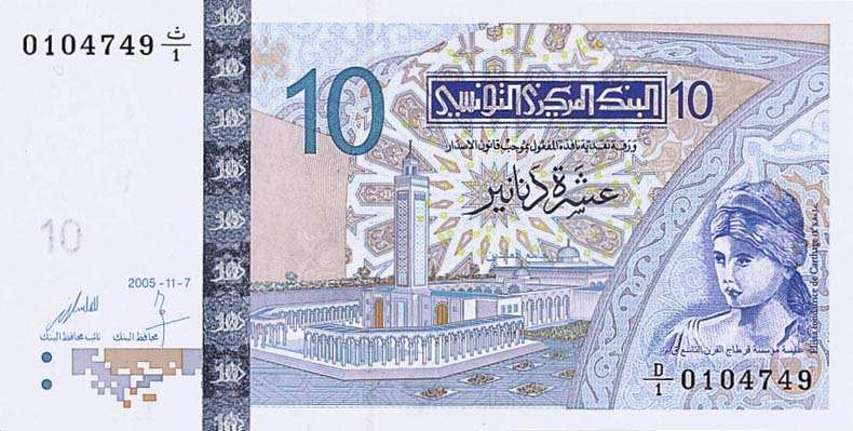
صورة عليسة على ورقة نقدية من فئة 10

الحَضَارَةُ القَرْطَاجِيَّةُ (814 ق.م - 146 ق.م) (بالبونيقية: 𐤒𐤓𐤕𐤟𐤇𐤃𐤔𐤕 ، قَرْت حَدَشْت ، بمعنى: "المدينة الجديدة") هي حضارة وامبراطورية قديمة مقرها في شمال إفريقيا. في البداية كانت مستوطنة في تونس الحالية، ثم أصبحت فيما بعد مدينة ثم إمبراطورية. أسسها الفينيقيون في القرن التاسع قبل الميلاد، وبلغت ذروتها في القرن الرابع قبل الميلاد كواحدة من أكبر المدن الكبرى في العالم. كانت مركز الإمبراطورية القرطاجية،  قوة كبرى هيمنت على غرب ووسط البحر الأبيض المتوسط القديم. بعد الحروب البونيقية، دمر الرومان قرطاج في عام 146 قبل الميلاد، وأعادوا بنائها لاحقًا

## نشأة مدينة قرطاج
أسست قرطاج (حسب أسطورة) من قبل أميرة فينيقية هي عليسة وذلك سنة 814 ق.م، لكن من المحتمل جدا أن يكون الملاحون الفينيقيون قد اعدوا أول الأمر محطة توقف في هذه البقعة لأنها حازت على اعجابهم،كما نلاحظ أيضا أن قرطاج تعني المدينة الحديثة. هنالك مدينة فينيقية أخرى تعنى المدينة العتيقة وهي اوتيكا أو عتيقا وتبعد عنها حوالي 30 كم وبنيت قبلها بزمن بعيد.
تقول الرواية الكلاسيكية أن عليسة أتت إلى سواحل أفريقيا هاربة من اخيها بيجماليون الذي اغتال زوجها اغريباس. فباشرت عندها عليسة بالإعداد لرحيلها بسرية قصوى ومعها الكثير من أهالي صور. وهكذا انطلق الجميع ٱمنين حماية حملقرت.و بعدها وصلت عليسة إلى سواحل أفريقيا. وكانت أول ماقامت به هو سعيها لإقامة علاقات مع السكان المحليين وعرضت الملكة عليهم شراء قطعة أرض بمقدار مايمكن لجلد ثور أن يغطيها كي تستريح هي و مصاحبيها المنهكين بسبب الملاحة. لقد بدا عرض عليسة عرضا متواضعا فقبل به السكان المحليون غير أن عليسة قامت بقص جلد الثور إلى سيور رفيعة جدا واستطاعت بذلك ان تحصل على رقعة أرض واسعة جدا ومن هنا ياتي اسم بيرسا وهي في اليونانية تعني الجلد. وبعد أن تكللت اقامتهم الأولى بالنجاح أقام الفينيقيون علاقات تجارية متبادلة مع كل سكان المنطقة. وقام سكان اوتيكا بزيارة أبناء وطنهم حاملين معهم الهدايا وحثوهم على إنشاء مدينة لهم. ثم باشر الفينيقيون بالحفر لتأسيس المدينة الموعودة فعثروا على رأس ثور فبدا لهم ذلك نذير شؤم فاختاروا ارضا أخرى عثروا فيها على رأس حصان ورأو فيه رمزا للقيم الحربية والقوة فكان هو المكان المختار. وفيما بعد تكاثر سكان المدينة بسبب ذيوع صيتها.
لقد أصبحت قرطاج مدينة كبيرة ومزدهرة غير أن هيارباس ملك الماكستانيين وهم شعب أفريقي قام باستدعاء عشيرة من علية المدينة تحت التهديد باعلان الحرب وطلب منهم أن يزوجوه بالملكة عليسة.
بكت الملكة كثيرا وتذكرت زوجها اغريباس وقالت لأتباعها أنها ذاهبة حيث مصير قرطاج وبعد مضي ثلاثة أشهر وهي المهلة التي حددها الملك الأفريقي. اقامت عليسة محرقة كبيرة عند بوابة المدينة ثم صعدت إلى المحرقة وطعنت نفسها بخنجر وقبل ان تطعن نفسها استدارت نحو شعبها وقالت اني طوع رغبتكم فانا ذاهبة إلى زوجي.

## موقع قرطاج
تقع قرطاج في أحد أجمل المواقع في العالم في موقع يقدم لها العديد من المزايا كافية لتطورها كعاصمة ولحماية مجدها الصاعد. لم يتغير المنظر اليوم فالسماء والبحر يتكثان على افق ذي زرقة أكثر شفافية مما يبدو في الجزر اليونانية.

## سبب اختيار موقع قرطاج

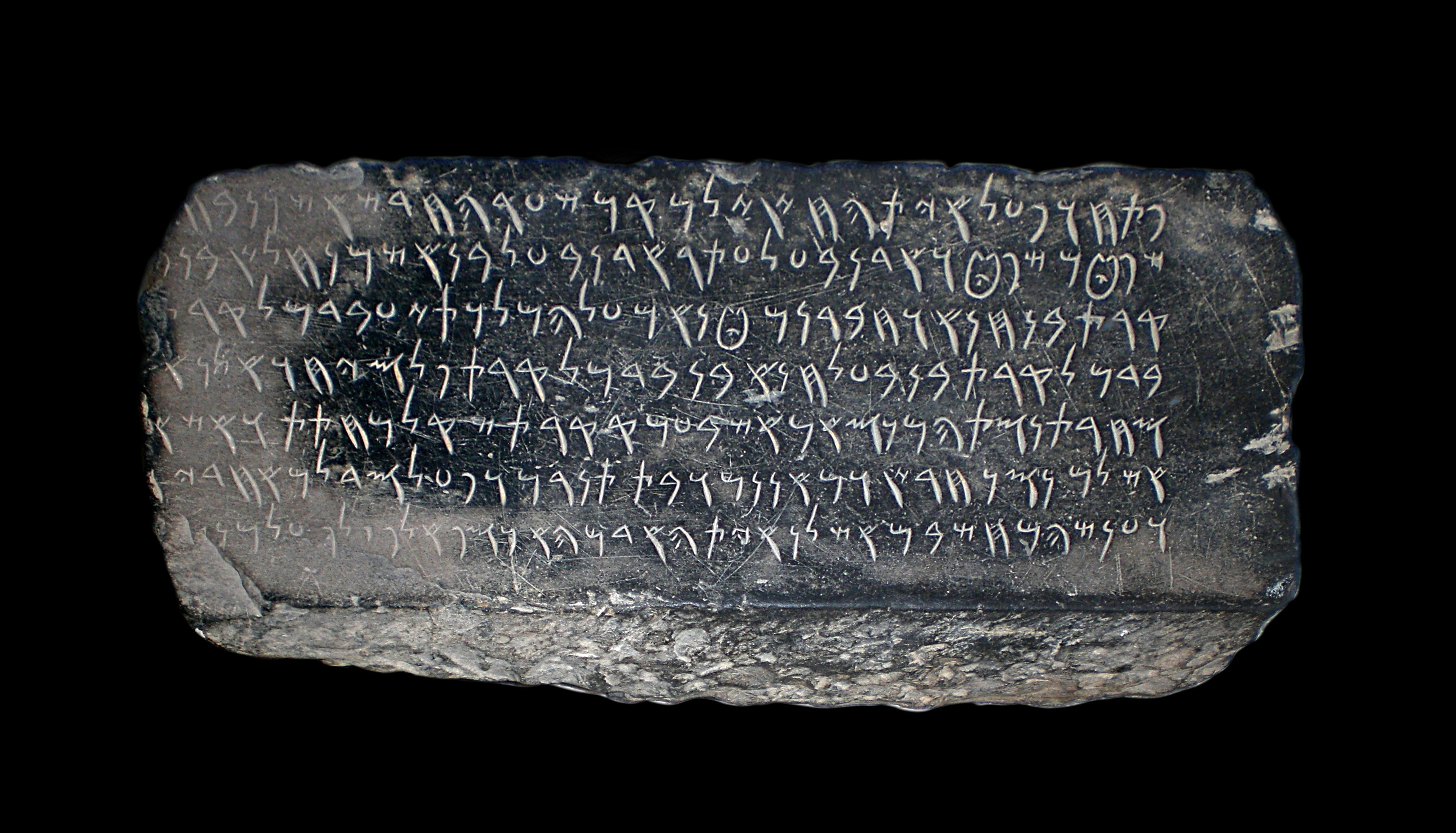
كتابة قرطاجية

اوتيكا تنعم شتاء برطوبة مثالية. ولكنها في الربيع اتون حرارة لا تحتمل. سهل اوتيكا هو وهدة وتجويف ذو قساوة. فالطمي الأحمر يتشقق شقوقا كبيرة. في النهار الهواء مشتعل وفي الليل حرارة ثقيلة كما لو انها رماد تقذفه البراكين.
اما قرطاج على مطلها وشرفتها فستكون مملكة الريح. رياح الصيف تبلغها وهي قد ترطبت بخمس مئة كلم فوق البحر. اوتيكا ذات افق مقفل محكم عكس قرطاج وهي اشبه براش الشقعة في لبنان.
تقع قرطاج في أحد أجمل المواقع في العالم في موقع يقدم لها العديد من المزايا كافية لتطورها كعاصمة ولحماية مجدها الصاعد. لم يتغير المنظر اليوم فالسماء والبحر يتكثان على افق ذي زرقة أكثر شفافية مما يبدو في الجزر اليونانية. يقول المؤرخ بوليبوس وهو شاهد على حصار المدينة تقع المدينة ذاتها على شاطئ أحد الخلجان في شبه جزيرة تكاد تكون محاطة اما بماء البحر أو بمياه بحيرة. وتصل بالقارة بواسطة لسان عرضه خمسة وعشرون غلوة (أي مايساوي 4400 مترا) وعلى طرف هذا اللسان القليل من المساحة توجد مدينة اوتيكا وفي الجهة الأخرى المحاذية توجد مدينة تونس. وهكذا نرى ان الملكة عليسة وصحبها لم يختاروا موقع قرطاج صدفة. ان هذا الموقع يوجد في منطقة ساحلية مالوفة.

## الامبراطورية القرطاجية
لقد حافظ القرطاجيون بشكل تام على التقاليد الفينيقية. فكانت شهرتهم كتجار ليس لها مثيل. افلاحهم في التجارة لم يجلب لهم سوى حسد الشعوب الأخرى لهم. وقد استطاعت قرطاج ان تسيطر على غرب المتوسط لقرون عدة.
في 264 ق.م وفي سنة 753 ق.م برز كيان جديد في شبه الجزيرة الإيطالية تحت اسم روما ودخلت روما حلبة الصراع منافسة قرطاج، الشيء الذي أدى إلى نشوب سلسلة من الحروب (سنة 264 ق.م) اشتهرت باسم الحروب البونية ولعل أشهرها حملة حنبعل (الحرب البونية الثانية) الذي قام خلالها بعبور سلسلتي البيريني والألب بفيلته (218 ق.م. – سنة 202 ق.م.). انتهت هذه الحروب البونية بهزيمة القرطاجيين واضعافهم بشكل كبير خاصة بعد حرب روما المفصلية مما مهد الطريق لحرب ثالثة وحاسمة انتهت بزوال قرطاج وخراب المدينة وقيام الرومانيون بإنشاء «أفريكا» أول مقاطعة رومانية بشمال إفريقيا وذلك سنة 146 ق.م.

## المجتمع القرطاجي
تكون المجتمع القرطاجي من صنفين اجتماعيين بارزين هما المواطنون وغير المواطنين يعيش المواطنون داخل مدينة قرطاج ويتمتعون بحق الحصول على سيدي المساهمة في ولا يدفعون الضرائب اما غير المواطنين فيقيمون خارج المدينة ولا يساهمون في الحياة السياسية ويدفعون الضرائب.

## النظام السياسي
في قرطاجة زالت الملكيّة الوراثيّة باكراً وحلّت محلّها الملكيّة الانتخابيّة. ومع أنّ الملكيّة جمعت في نفسها وظيفة الكهنوت والقضاء والإدارة التّنفيذيّة، فإنّ انفصال القيادة الحربيّة والسّلطة العسكريّة عنها أضعف مركزها وسيطرتها. ثمّ إنّ الملكيّة نفسها انحطّت في أوائل القرن الرابع ق. م إلى حالة الانتخاب السّنويّ بواسطة الكليّة الانتخابيّة. وهكذا نجد الدّولة القرطاجيّة تتّجه رويداً نحو الدّيمقراطيّة السّياسيّة، بعد أن كاد احتكار بيت ماقون سلطة الإدارة الممثّلة في السّوفتين وقيادة الجيش يعيدها إلى ملكيّة.
إنّ أهمّ عصور الدّولة القرطاجيّة كان عصر مجلس الشّيوخ ومجلس الحكماء ومجلس الشعب (480-290 ق.م)
- مجلس الشيوخ: يتكون من 300 عضو يتم ختيارهم لمدى الحياة من بين الطبقة الثرية. وهو أبرز الهيئات وأعلاها شأنا، ويتولى جميع شؤون الإدارة العليا، ويقرر أمور السلام والحرب ويولي قواد الجيش ويعزلهم وإليه يعود الملوك ومنه يستمدّون قوّتهم، وله الحق –في حالة الضرورة-أن يعقد جلسات سرية ولا يذيع نتيجة التصويت أو يؤجل إذاعتها.
- مجلس الحكماء: تلي في الأهمية مجلس الشيوخ. تتكون من 104 أعضاء يتم انتخابهم حسبما أظهروه من كفاءة. مهام المحكمة وسلطاتها مراقبة الملوك وجميع الحكام وتقديمهم للقضاء إذا أخلوا بواجباتهم.
- مجلس الشعب: هيئة منتخبة من المواطنيين تعرض عليها جميع المسائل التي لم يحصل في شأنها الاتفاق بين الملكين من حهة وبين مجلس الشيوخ من جهة أخرى، وتكون لها الكلمة النهائية. وكانت قرطاج بذلك من أوائل الدول في العالم القديم التي عاشت تجربة النظم الشعبية الخالصة.
- الجمعيات: وهي جمعيات سياسية ودينية تعتبر أقساما وشعبا انتخابية. كل عضو في أي من هذه الجمعيات ينتخب داخل شعبته، لكن رأي الأغلبية يعتبر رأي الشعبة كلها ويحسب صوتا واحدا في الانتخاب العام. وينظر أعضاء هذه الجمعيات في شؤون الدولة، وفي أعمال المجالس الشعبية.

## الازدهار الاقتصادي
سيطر القرطاجيون على المسالك البحرية التجارية في المتوسط وكذلك في المحيط الأطلسي وتوصلوا إلى تاسيس العديد من المراكز التجارية.
ازدهار الفلاحة
ابتداء من القرن الرابع ق.م بدا القرطاجيون في تنويع مواردهم فكونوا ضيعات فلاحية كبرى واعتنوا بغراسة الزيتون والكروم والرمان وربوا الأغنام والمواشي.
التجارة
كانت قرطاج منذ تاسيسها تمارس نشاطاً تجارياً ورثته عن الفينيقيين يمثل في جلب البضائع المتنوعة من معادن ومنتوجات فلاحية.ضربت قرطاج عملة خاصة بها خلال النصف الأول من القرن الرابع ق.م.
الصناعة
تعددت الحرف عند القرطاجيين فصهروا المعادن لصناعة المصوغ والتحف ومختلف الأدوات كالسفن التجارية والحربية والأسلحة والنسيج والخزف والفخار إلى غير ذلك.

## الرحلات الإستكشافية القرطاجية
امتلك القرطاجيون مهارات عالية في بناء السفن التي استخدموها للسيطرة البحرية طوال قرون، كما عُرفوا بمهارتهم وخبرتهم في خوض غمار البحار، فسعوا لاكتشاف أسواق وآفاق جديدة فأبحروا صوب الأماكن المجهولة في تلك العهود:
- رحلـة هملكـون: رحلة قرطاجيـة انطلقت على طول الساحل الأطلنتي شمال مضيق هرقل خلال منتصـف القرن 5 ق.م، وتمكن خلالها «هملكون» من اكتشاف ساحل شبه جزيرة إيبيريا، وشواطئ فرنسا والبرتغال وبريطانيا....
- رحلـة ماغـون: رحلة قرطاجية بإفريقيا انطلقت من الشاطئ الليبي حتى حوض النيجر، تمكن القرطاجيون خلالها من جلب الذهب والعاج والعبيد.
- رحلـة حانـون: رحلة قرطاجية قادها «حانون» على طول الساحل الأطلنتي جنوب مضيق هرقل خلال منتصف القرن 5 ق.م، مكنت من اكتشاف الساحل الإفريقي حتى خليج غينيا وإقامة مراكز تجارية فوق عدة نقط منه.
- رحلـة الملاح القرطاجي ووتان (روتان): وصل عام 504 ق. م، في سفن تجارية إلى الشاطئ البرازيلي الشمالي الشرقي، في مكان ما على الشاطئ الممتد من «ناثال» شمالاً إلى «الرصيفيه» جنوباً في ولاية «برايبا»، حيث اكتشفت آثاره في أماكن متعددة من تلك الولاية.[8]

## نظرية إكتشاف القرطاجيين للقارة الأمريكية
- ذكر المؤرخ الإغريقي ديودورس عام 100 ق.م، أنّ القرطاجيين كانوا يعرفون جزيرة هائلة بعيدا جدّا في المحيط الأطلسي، توجد فيها جبال كثيرة وأنهار عريضة، هذه الجزيرة كانت مصدر ثرواتهم لذلك كانوا يخفون سرّها، ويذكر أنّ القرطاجيين عثروا على تلك الجزيرة صدفة عندما خرجت أحد سفنهم التجارية (اللتي كانت تبحر أسفل الساحل الأطلسي الأفريقي) عن مسارها بسبب عاصفة
- فخاريات وأدوات نحاسية وبرونزية وأسلحة ونقوش قرطاجية وُجدت في أماكن عدة في أميركا الشمالية والجنوبية، في كندا والولايات المتحدة وباراغواي والبرازيل والمكسيك والأرجنتين.. قوارير الاصفورة ذات العروتين والعنق الضيق، القرطاجية الصنع، في ولايات كنساس وألاباما وماساشوستس وفي أماكن أخرى متفرقة في المكسيك وكولومبيا والبرازيل والأرجنتين.. تعود كل هذه الآثار لفترة بين 350 قبل الميلاد و320 قبل الميلاد[9]
- خارطة اكتشفت على قطعة نقود ذهبية فينيقية اكتشفت في قرطاج تعود للأعوام 320-350 قبل الميلاد حيث توجد خارطة اسفل القطعة الذهبية حيث يظهر العالم القديم والبحر المتوسط وأوروبا وبريطانيا واسيا والأمريكيتين!! كان العالم يعتقد لعدة سنوات ان الاشكال في اسفل الخارطة هي احرف فينيقية حتى لاحظ العالم الأمريكي مارك مامينامن[الإنجليزية] انها خارطة العالم القديم حسب القرطاجيين.[10]